# Festival en Benidorm
Festival en Benidorm es una película española de comedia musical estrenada el 23 de febrero de 1961, dirigida por Rafael J. Salvia y protagonizada en los papeles principales por Concha Velasco, Carmen de Lirio, Ángel Picazo, Manolo Gómez Bur y Arturo López.
Es remarcable que, tras su papel protagonista en la película, Concha Velasco fue la presentadora de las ediciones del festival en los años 1972 y 1973.

## Banda sonora
En la película hay actuaciones musicales de las cantantes Elia Fleta (Luna de Benidorm), Lolita Garrido (Todo es nuevo), del grupo Los Cinco Latinos (Eres diferente) y de las actrices protagonistas Concha Velasco (Comunicando) y Carmen de Lirio (Pide). 
También participa la cantante Charo Moreno tan sólo como actriz en el papel de Dulcinea, la reportera musical.

## Sinopsis
En el festival musical que tiene lugar cada verano en la ciudad alicantina de Benidorm, los miembros del jurado se encuentran con una sorpresa: tres de las canciones que se han presentado son exactamente iguales. Podría tratarse de un evidente plagio; sin embargo, hay una extraña explicación que podría justificar lo sucedido.

## Reparto
- Concha Velasco como Lía / María / Estefanía.
- Carmen de Lirio como Sylvia Flavia.
- Ángel Picazo como Félix Alonso.
- Manolo Gómez Bur como Luis Vidal.
- Arturo López como Martín Martínez.
- Jesús Aristu como Daniel, el compositor interno.
- Rosario Moreno (Charito Moreno) como Dulcinea.
- José Luis Heredia como Quijano.
- José Álvarez 'Lepe' como Doctor de la clínica.
- Gabriel Llopart
- Rosario García Ortega como Profesora de Lía.
- Ángel Ter como Amigo de Martín Martínez.
- Francisco Bernal
- Nina Marquis
- Antonio Jiménez Escribano
- María Andersen
- Erasmo Pascual como Administrador de la revista Chiquita.
- Amalia Sánchez Ariño
- Luis Domínguez Luna
- Esperanza Coll
- Aníbal Vela Lamana (Aníbal Vela hijo)
- María Vico
- Rafael Hernández como Juan, interno.
- Sergio Mendizábal
- Antonio Giménez Escribano
- Luis Sánchez Polack como Tip.
- Joaquín Portillo como Top.
- Chelo Romero como ella misma, presentadora.
- Isidoro Fernández como él mismo, presentador.
- Antolín García como él mismo, presentador.
- Elia Fleta como ella misma.[4]
- Lolita Garrido como ella misma.
- Los Cinco Latinos como ellos mismos.
- Omán de Bengala como Interno alto con sombrero.